# Tumulo di Er Grah
Il Tumulo di Er grah è un tumulo neolitico situato nel comune di Locmariaquer, vicino al Golfo di Morbihan, in Bretagna . Si trova sullo stesso sito del grande menhir spezzato di Locmariaquer e della Table des Marchands. Questo monumento di dimensioni eccezionali è rimasto poco conosciuto fino al 1991.

## Storia
Nel XIX secolo, del tumulo di Er Grah si conosceva solo la camera, già saccheggiata in passato. L'estremità settentrionale, adibita a cava (da cui il nome Er Vinglé, "cava" in bretone), è oggi scomparsa. Nonostante uno scavo  condotto da Zacharie Le Rouzic nel 1908, il monumento, in parte crollato e ricoperto di vegetazione, era caduto nell'oblio, tanto che negli anni 1960 una parte del sito venne adibito a parcheggio. Quando, nel 1991, ripresero gli scavi per ripulire i dintorni del tumulo, gli archeologi trovarono i paramenti in pietra a secco. Il monumento venne così restaurato nel 1992.
Il tumulo venne costruito in diversi periodi :
- Intorno al 4500 a.C., piccolissimi tumuli sormontanti alcune fosse[1], diverse delle quali contengono gli scheletri di due bovini, forse oggetto di sacrifici rituali.
- Intorno al 4200  a.C., la piccola camera sepolcrale trapezoidale venne  costruita a nord delle fosse e circondata da un cairn lungo 43 m e largo 11-14 m[1]. Il tutto venne racchiuso in una massa di pietre a secco.
- Intorno al 4000  a.C. , vennero edificati due prolungamenti a nord e a sud, costituiti da muri in pietra sostenenti una massa di limo grigio ricoperto di pietre. La lunghezza totale del monumento  venne così portata a 140 metri[2].
- Un "marciapiede" venne finalmente eretto per circondare il monumento[1].

Il tumulo di Er Grah è stato classificato come monumento storico il 16 gennaio 1935.

## Descrizione
Il tumulo appartiene alla categoria delle sepolture a volta chiusa. Date le dimensioni e il materiale funerario rinvenuto al suo interno, questo tipo di tumulo doveva essere la tomba di capi tribù o rappresentanti del culto. Durante gli scavi vennero infatti trovati asce provenienti dalle Alpi italiane e pendagli importati dalla penisola iberica: oggetti rari e preziosi che testimoniano anche di una rete mercantile su scala europea durante il Neolitico.
Le dimensioni del tumulo corrispondono alla somma del materiale che potrebbe risultare dal riutilizzo della rampa di accesso alle fosse realizzata in muratura ricoperta di limo inumidito.